# Kuncz Aladár
Kuncz Aladár (Arad, 1885. december 31. – Budapest, 1931. június 24.) budapesti és erdélyi magyar író, szerkesztő, kritikus, műfordító. A Fekete kolostor című regényével vonult be a két világháború közti klasszikus magyar és világirodalomba.

## Családi kapcsolatai
Apja Kuncz Elek, anyja Csonka Ágnes 
Kuncz Ignác (1841–1903) jogtudós és Kunz Jenő (1844–1926) jogtudós, szociológus unokaöccse, Kuncz Ödön (1884–1965) jogász, közgazdász öccse.

## Életútja
Gyermekkorát Kolozsvárt töltötte, itt érettségizett a piarista gimnáziumban. Édesanyját korán elvesztette, tanár édesapja oltalma alatt nyolc testvérével együtt a klasszikus polgári eszmények, a humanizmus, liberalizmus és műveltségigény szellemében nevelkedett. 1903 és 1907 között a budapesti egyetem magyar-latin-görög szakos hallgatója, az Eötvös József Collegium tagja. Nagyrabecsült tanára és mintaképe Riedl Frigyes, az ő szellemében írta pályadíjat nyert doktori disszertációját Toldy Ferencről (1907). Főgimnáziumi tanárként a polgári radikálisokhoz csatlakozott, az 1910-es években már Jászi Oszkár körébe tartozott. Ebben az időben készült el mintegy disszertációja folytatásaként A magyar irodalomtörténet elméletének és módszerének fejlődése Toldy Ferenc óta c. monográfiája, melyet feltételezhetően egyetemi magántanári vizsgadolgozatnak készített (mindmáig kiadatlan).
Pályafutásának első szakaszában (1909-14) a Nyugat munkatársa. Megismerkedett Adyval is, akinek párizsi tudósításait még kollégista korában érdeklődéssel olvasgatta és akinek eszméit, költészetét az iskolával is elfogadtatni próbálta. 1909 nyarán maga is eljutott Franciaországba. "A világháború előtti évtizedben szenvedélyünkké vált valósággal – írja később főművében –, hogy a francia irodalom és egyáltalán Franciaország kultuszában mindig újabb és újabb területeket fedezzünk fel." Ezután többször is Párizsban és Franciaország különböző vidékein töltötte nyári szabadságát. Esszéin, egy-egy novellája könnyedségén is érezni a francia "esprit" hatását. Az I. világháború kitörése is egy franciaországi faluban érte, s így lett mint civil internált majdnem öt évig Noirmoutier, majd L’Île-d’Yeu foglya.
Hazatérése után ismét tanított Budapesten, irodalmi szerkesztője az Új Magyar Szemle és az Auróra c. folyóiratoknak. Amiért a tanácsköztársaság idején elfogadott egy siófoki üdültetést, fegyelmi eljárás indult ellene, "dorgálásban" részesült, s áthelyezték egy másik iskolába. A levert forradalmak után is kitartott a Nyugat köre mellett, ezekben az években (1920-23) többet közölt a humanizmus szellemét őrző folyóiratban, mint a háború előtt.
1923 tavaszán végképp hazatelepedett Kolozsvárra, s előbb az Ellenzék irodalmi mellékletének, 1929 szeptemberétől pedig az Erdélyi Helikonnak a szerkesztője. "Toborzó levelei"-vel a legjobb tollakat vonzotta maga köré, munkája nyomán emelkedett az erdélyi magyar irodalom színvonala. Szerkesztői gyakorlatában a Nyugat esztétikáját honosította meg, eszményei a liberalizmus, a "tiszta irodalom", az "európai művészi színvonal" és az erdélyiség, de ugyanekkor a vallani és vállalni vita tanúsága szerint koncepciójába tartozott a kisebbségi író korszerű magatartásának követelése is a "históriai virágnyelv" helyett.
Tapintatával, igényességével kivívta az írók megbecsülését, ő azonban több annál a szeretetre méltó, hanyag eleganciájú világfinál, akit barátai "Dadi"-jukban láttak. "Az a fajta bohém volt ő – írja róla Gaál Gábor, aki szemben állott vele, de kölcsönösen nagyra becsülték egymást –, aki a mélyben tragikusan szaggatottnak és nyugtalanul kiábrándítónak érezte az életet." Igazi arcát csak a halála évében, már súlyos betegen befejezett műve, a Fekete kolostor (Kolozsvár, 1931) villantja fel.
Kuncz ifjúkori tanulmánya, a Thököly a francia irodalomban (különnyomat egy 1913-14-es iskolai évkönyvből), valamint a Nyugat, Ellenzék, Erdélyi Helikon és Pásztortűz hasábjain megjelent kritikái és esszéi, melyeket Tanulmányok, kritikák címmel Pomogáts Béla gyűjtött kötetbe (1973), finom tollú, érzékeny esztétát mutatnak be, európai tájékozódásról, a polgári humanizmus legnemesebb eszményeinek, a népek közti megértés ügyének szolgálatáról tanúskodnak, de Kuncz nem tudott végleg a kritika mellett lehorgonyozni.
Novellái és első regénye, az 1929-től az Erdélyi Helikon lapjain folytatódó, majd holta után önálló kötetben is megjelent Felleg a város felett (Kolozsvár, 1931) – ez utóbbi a vidéki kisváros realista rajzának indult, de romantikus szerelmi históriába torkollik – inkább figyelemre méltó kísérletek, mint kiérlelt alkotások, és semmiképpen sem állíthatók fogságának regénye mellé. Ilyenformán Kuncz valójában egykönyvű író, a Fekete kolostor írója. Ez a mű "maradandóan tükrözteti a kort, mely létrehozta, s híven, biztosan őrzi annak a nevét, aki írta" (Kosztolányi Dezső).

## A Fekete kolostor
A fogságélményeit megörökítő remekmű szinte tudományos tárgyilagossággal jegyzi fel az eseményeket, ugyanakkor – s talán éppen ezért – vádirat az erőszak, a zsarnokság ellen. Tiltakozás a humánum nevében az embernyomorító háború ellen. Külső formáját tekintve emlékirat, az internáltak ötévi életének, táborváltásainak dokumentumértékű képe, rögzítése. Valójában – amint erre elsőként Babits Mihály rámutatott – a Fekete kolostor nem egyszerű memoár: napló-érték, de regény-érték is egyben. Nemcsak a tábor eseményeinek krónikája, hanem egy lélek belső fejlődésének drámai története: regénye. Tanúi vagyunk annak, hogy az individualista, a tömegektől idegenkedő tanárember tudatában milyen változások mennek végbe, hogyan ismeri fel egyszerű fogolytársaiban az igazi emberit, sőt hogyan jut el a közösségélményig. Mindezt nem önelemző vallomásokban mondja el, hanem epikusan, fogolytársai életének, a hétköznapi eseményeknek mind behatóbb megfigyelése, mind elmélyültebb ábrázolása útján. Remek portrék egész sora, önálló novelláknak is beillő mozzanatok szerves egységbe olvadnak az esszészerű okfejtésekkel és lírai reflexiókkal.
A regénystruktúra kialakításának számos eszközével él az író. Így mindenekelőtt azzal, hogy bár a fiktív menekülési kísérlet kivételével minden mozzanatában a valóságban megtörtént eseményeket elevenít és valóban létezett figurákat mozgat, eltér a memoártól azzal, hogy belső törvényszerűség szerint csoportosítja az eseményeket. A különböző motívumok (bezártság, kinti séták, őrültség, a nemi élet torzulásai, halál) ki- és beiktatásával, komor és derűsebb színek váltakozásával egyfajta ritmust kölcsönöz a műnek és fokozatosságot érvényesít: minden a gyújtópont, az összetartást és a rabság feletti győzelmet kifejező "fekete barát" szimbólum felé mutat. Ennek létrejöttét a jelképek egész sora előzi meg; figyelemre méltó a mű szimbolikája, különösen a fehér és fekete szín hangsúlyos kezelése: így a fehér szín a béke és a szabadság megidézője, a fekete pedig előbb a háborúval fonódik össze, később azonban a jónak, az összetartásnak kifejezője lesz, mint éppen a "fekete kolostor" és a "fekete barát".
Kitűnő a környezetrajz, az egész mű atmoszférája. Stílusa eszköznélküliségében is rendkívül meggyőző, így a Kosztolányi és Bóka László által is kiemelt périgueux-i vacsora leírásában. Ez az elemi erejű stílus, amely mindvégig egységes és soha egy pillanatra sem zökkenti ki az olvasót a könyv hangulatából, nagyban hozzájárul ahhoz, hogy Kuncz át tudja hidalni az én-regényt a kollektív-regénytől elválasztó szakadékot, s hogy ily módon a Fekete kolostor töretlen egész, a legegységesebb, legzártabb háborús mű a két világháború közti irodalmunkban.
A szerző halálán volt már, amikor műve fogadtatásának első visszhangjai eljutottak hozzá. A regény nagy sikeréről íróbarátai, Babits Mihály, Móricz Zsigmond, Kosztolányi Dezső, Gaál Gábor, Emil Isac, Áprily Lajos és mások számoltak be, meghozva a betegágyban fekvő írónak a megnyugvást, hogy feladatát, melyre egy egész életen át készült, sikerrel oldotta meg.
A Fekete kolostor négy magyar kiadáson kívül több idegen nyelvű kiadást is megért. Így 1934-ben angol, 1937-ben francia, 1949-ben olasz és török nyelven adták ki. Új romániai kiadása 1965-ben jelent meg Jancsó Elemér átfogó bevezető tanulmányával. Az 1970-es években román nyelvre is lefordították. A könyv gazdag utóéletéhez tartozik Lőrinczi László lenyűgöző irodalomtörténeti riportja, az Utazás a Fekete kolostorhoz (1975). A kötet írója kétszer is leutazott Párizsból Noirmoutier-en-l’Île-be s onnan L’Île-d’Yeu-be, megtekintette az internálás helyéül szolgált öreg kastélyt, adatokat gyűjtött a regény szereplőiről, széles körű levelezést folytatott, felfedezte a szemtanúkat, s számos forrás-értékű adattal bővítette a Kuncz-filológiát.
Dsida Jenő és Méliusz József versben örökítette meg emlékét. Lapja, az Erdélyi Helikon emlékszámban búcsúztatta (1931/7).
Nagyszabású síremlékét a Kerepesi temetőben Zádory Oszkár, fogolytársa és kedves barátja készítette. Latin felirata: Pro gladio vinculum obtinuit (Kard helyett bilincset kapott).

## Művei
- Toldy Ferenc; Stephaneum Ny., Bp., 1907
- Thököly a francia irodalomban; Fritz Ny., Bp., 1914
- Vajda János (tanulmány), 1922
- Petőfi zsenije (tanulmány), 1923
- Fekete kolostor. Feljegyzések a francia internáltságból, 1-2.; Erdélyi Szépmíves Céh, Kolozsvár, 1931
- Felleg a város felett; Erdélyi Szépmíves Céh, Kolozsvár, 1931
- Tanulmányok, kritikák; összeáll., utószó Pomogáts Béla; Kriterion, Bukarest, 1973 (Romániai magyar írók)
- Levelek. 1907–1931; sajtó alá rend. Jancsó Elemérné Máthé-Szabó Magda, jegyz. Juhász András; Kriterion, Bukarest, 1982
- Erdély az én hazám. Válogatott tanulmányok és cikkek; sajtó alá rend., előszó Pomogáts Béla; Pallas-Akadémia, Csíkszereda, 2013
- Fekete kolostor. Feljegyzések a francia internáltságból; szöveggond., jegyz., előszó Jeney Éva; Kriterion–OSZK, Kolozsvár–Bp., 2014 (Kuncz Aladár összegyűjtött munkái)
- Egy márványdarab. Novellák, karcolatok, tárcák, jegyzetek, dráma; gyűjt. és szöveggond. Filep Tamás Gusztáv, Varga Ágnes; Kriterion–OSZK, Kolozsvár–Bp., 2015 (Kuncz Aladár összegyűjtött munkái)
- Felleg a város felett. Regény; szöveggond., bev. Juhász Andrea; Kriterion–OSZK, Kolozsvár–Bp., 2016 (Kuncz Aladár összegyűjtött munkái)
- Monográfiák / Toldy Ferenc / A magyar irodalomtörténet elméletének és módszerének fejlődése Toldy Ferenc óta; szöveggond., jegyz., névmutató Boka László és Rózsafalvi Zsuzsanna, tan. Boka László; Kriterion–OSZK, Kolozsvár–Bp., 2017 (Kuncz Aladár összegyűjtött munkái)
- Kritikák, portrék, tanulmányok, 1-2.; szerk., szöveggond., előszó Filep Tamás Gusztáv és Juhász Andrea; Kriterion–OSZK, Kolozsvár–Bp., 2019 (Kuncz Aladár összegyűjtött munkái)
  - 1. 1909–1923
  - 2. 1923–1931

## Műfordításai franciából magyarra
- Tristan Bernard: Államtitok (Budapest, 1921)
- Pierre Benoit: Királyasszony szeretője (Budapest, 1924)
- Arthur comte de Gobineau: A renaissance (Budapest, 1925)
- Guy de Maupassant: Parent úr (Budapest, 1925)
- Guy de Maupassant: A számadás órája (Budapest, 1948)